# Fibrosarcome félin
Le fibrosarcome félin, ou complexe fibrosarcome félin, est un type de tumeurs malignes qui se rencontre chez les chats (et parfois chez les chiens et les furets). On distingue les sarcomes spontanés, décrits depuis longtemps et plutôt rares, et les sarcomes associés à un site d'injection dont l'incidence a augmenté au cours des dernières décennies, avec le développement des injections sous-cutanées, notamment pour les vaccins. Cette maladie est devenue une préoccupation pour les vétérinaires et les propriétaires de chats et a entraîné une modification des recommandations en matière de protocoles de vaccination. Le sarcome associé à un site d'injection est le plus souvent lié aux vaccins antirabiques et contre la leucose féline, mais d'autres vaccins et injections de médicaments peuvent aussi être impliqués

## Historique
Le fibrosarcome félin a d'abord été reconnu à l'École de médecine vétérinaire de l'université de Pennsylvanie (en) en 1991. Une association entre des fibrosarcomes très agressifs et la localisation typique des vaccins (entre les omoplates) a été réalisée. Deux facteurs possibles pouvant expliquer l'augmentation des cas de fibrosarcomes à cette époque ont été l'introduction en 1985 de vaccins contre la rage et contre la leucose contenant un adjuvant à base d'aluminium, ainsi qu'une loi de 1987 imposant la vaccination antirabique du chat en Pennsylvanie. 
En 1993, une relation de causalité entre la fibrosarcome et l'administration de vaccins contre la rage et la leucose avec adjuvant d'aluminium a été établie à l'aide de méthodes épidémiologiques. En 1996, le groupe de travail sur le fibrosarcome félin associé au vaccin a été créé pour s'attaquer à ce problème. En 2003, une étude sur le fibrosarcome du furet a montré que cette espèce pouvait également contracter ce type de tumeurs. Dans plusieurs cas, les tumeurs étaient localisées dans les sites d'injection courants et présentaient des caractéristiques histologiques similaires à celles du fibrosarcome du chat. En 2003 également, une étude menée en Italie a comparé le fibrosarcome du chien lié à des sites d’injection et à des sites autres que les sites d’injection au fibrosarcome du chat et a révélé des similitudes nettes entre les tumeurs liées au site d’injection chez le chien et chez le chat. Cela suggère que le fibrosarcome peut aussi survenir chez le chien.

## Épidémiologie
Aux États-Unis, l'incidence du fibrosarcome chez les chats vaccinés est comprise entre 1/1 000 et 1/10 000 et s'est révélée être dépendante de la dose. En 1992, la prévalence moyenne était estimée à 3,6 cas sur 10000. 

## Physiopathologie
L'inflammation de l'hypoderme après la vaccination est considérée comme un facteur de risque du développement du fibrosarcome, et on a constaté que les vaccins contenant de l'aluminium produisaient davantage d'inflammation. De plus, des particules d'adjuvant d'aluminium ont été découvertes dans les macrophages tumoraux. En outre, des caractéristiques génétiques individuelles peuvent également favoriser l'apparition de fibrosarcomes au point d'injection. Le délai entre la vaccination et la formation de la tumeur varie de trois mois à onze ans. Le fibrosarcome est le sarcome associé à un vaccin le plus courant, mais d’autres types de tumeurs ont été identifiés, notamment des sarcomes d’origine musculaire, sarcomes squelettogènes ou sarcomes anaplasiques. Parmi les autres types, on peut citer le rhabdomyosarcome, le myxosarcome, le chondrosarcome, l'histiocytofibrome malin et le sarcome indifférencié . Outre les sites vaccinaux, ils ont aussi été détectés sur d'autres sites, souvent le point d'une injection autre que vaccinale ou le siège d’un autre traumatisme préalable tels que morsure, pénétration d’un corps étranger, etc.
Des exemples similaires de sarcomes développant une inflammation secondaire comprennent des tumeurs associées à des implants métalliques et à des corps étrangers chez l'homme, des sarcomes de l'œsophage associés à une infection par Spirocerca lupi chez le chien et des sarcomes oculaires chez le chat à la suite d'un traumatisme. Les chats sont probablement l’espèce prédominante chez laquelle se développement le sarcome associé à un vaccin car ils ont une plus grande sensibilité aux dégâts causés par les blessures oxydatives, comme en témoigne également par un risque accru de toxicité due à l'anémie corporelle de Heinz et à l'acétaminophène.

## Diagnostic
Le fibrosarcome apparaît comme une masse ferme, en croissance rapide, dans et sous la peau. La masse est souvent assez importante lors de la première détection et peut devenir ulcérée ou infectée. Elle contient souvent des cavités remplies de liquide, probablement en raison de sa croissance rapide. Le diagnostic du sarcome associé à la vaccination se fait par biopsie. La biopsie montre la présence d'un sarcome, mais des informations comme la localisation et la présence d'une inflammation ou d'une nécrose augmentent la suspicion de sarcome associé à la vaccination. Les chats peuvent aussi contracter une forme de granulome après la vaccination. Il est donc important de faire la différence entre les deux avant une chirurgie radicale. Une indication pour la biopsie est la présence d'une tumeur trois mois après la chirurgie, si la tumeur est supérieure à deux centimètres, ou si elle grossit un mois après la vaccination.
Les rayons X sont pris avant la chirurgie car, dans environ un cas sur cinq, le fibrosarcome peut métastaser, généralement dans les poumons mais éventuellement dans les nœuds lymphatiques ou la peau.

## Traitement
Le traitement du fibrosarcome passe par une chirurgie agressive. Dès que la tumeur est reconnue, elle doit être retirée avec des marges très larges pour assurer son élimination complète. Le traitement peut également inclure la chimiothérapie ou la radiothérapie.

## Évolution
Le facteur pronostique le plus important est le traitement chirurgical initial. Une étude a montré que le délai médian de récidive chez les chats ayant subi une intervention chirurgicale radicale (étendue) était de 325 jours, contre 79 jours chez les chats ayant subi une excision initiale marginale. L'expression d'une forme mutée d'un gène suppresseur de tumeurs, le p53, se rencontre fréquemment dans le fibrosarcome et indique un pronostic plus sombre.

## Prévention
L'Association américaine des praticiens félins a mis au point de nouveaux protocoles de vaccination qui limitent le type et la fréquence des vaccinations administrées aux chats.
Plus précisément, le vaccin contre le virus de la leucose féline ne devrait être administré qu'aux chatons et aux chats à haut risque. Les vaccins félins contre la rhinotrachéite, le typhus félin, le calicivirus doivent être administrés aux chatons un an plus tard, puis tous les trois ans. De plus, les vaccins doivent être administrés dans des zones facilitant l’élimination du sarcome, à savoir : aussi près que possible de l'extrémité de la patte arrière droite pour la rage, de l'extrémité de la patte arrière gauche pour la leucose féline (sauf si elle est associée à la rage) et sur l'épaule droite, en prenant soin d'éviter la ligne médiane ou l'espace interscapulaire — pour d'autres vaccins (tels que FVRCP). On n'a pas établi d'association spécifique entre le développement du fibrosarcome et la marque ou le fabricant du vaccin, les infections concomitantes, les antécédents de traumatisme ou l'environnement.